# NV中心磁気顕微鏡
NV中心磁気顕微鏡（NVちゅうしんじきけんびきょう）または磁気共鳴顕微鏡（じききょうめいけんびきょう）とはダイヤモンド窒素-空孔中心を検出器として微小領域における磁気の分布を検出して画像を得る顕微鏡。

## 概要
490 - 560 nmの光励起波長に対して磁場の強度に応じて赤/近赤外（637 - 800 nm）の蛍光を発光するダイヤモンド窒素-空孔中心を使用して磁場の分布を画像化する方法は複数あり、蛍光顕微鏡のようにダイヤモンド窒素-空孔中心を備えるナノダイヤモンドの粒子を表面に分散させた試料台上に試料を載せて短波長レーザーで励起して磁場の分布を画像化する方法と原子間力顕微鏡の探針の先端にダイヤモンド窒素-空孔中心を備えるナノダイヤモンドの粒子を付けて機械的にX-Y軸方向に走査して磁場の分布を画像化する方法等が提案されている。
生きた状態の細胞の磁気の分布をin vitroで観察できる。

### 長所
- 化学的な処理をせずに生きた状態の細胞を大気中で室温の環境下で観察できる。
- 原理が比較的単純

## 用途
- 生体組織の観察
- 非破壊検査